# Marc Giron (sjömilitär)

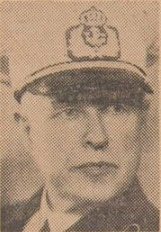
Konteramiral Marc Giron.

Marc Edvard Giron, född 7 februari 1885 i Stockholm, död 16 juli 1970, var en svensk sjöofficer (konteramiral).

## Biografi
Giron var son till bokförläggaren Emil Giron och Fanny Dubois. Han blev sjökadett 1900 och tog sjöofficersexamen 1906. Giron blev underlöjtnant 1906, löjtnant 1908, kapten 1916 och genomgick Kungliga Sjökrigshögskolans torpedkurs 1913–1914. Han blev kommendörkapten av andra graden 1927, av första graden 1933, kommendör 1936 och konteramiral 1942. Giron försattes i reserven 1945.
Han var ordförande i 1948 års örlogsbasutredning, ledamot av 1930 års försvarskommission 1932, försvarsväsendets lönenämnd 1927, chef för marinstabens organisationsavdelning 1933, eskaderchef för vintereskadern 1937 och chef för sjöförsvarets kommandoexpedition 1938–1945. Giron invaldes som ledamot av Kungliga Krigsvetenskapsakademien 1935 och av Kungliga Örlogsmannasällskapet 1925 (hedersledamot 1942).
Giron gifte sig 1919 med Kitty Fougner (född 1885), dotter till marinekaptein Kristian Fougner och Petra Wiel. Han var far till Marc (1919–1979), Tage (1922–2004) och Ebba (född 1924). Giron avled 1970 och gravsattes på Galärvarvskyrkogården i Stockholm.

## Utmärkelser
Girons utmärkelser:
- Kommendör av 1. klass av Svärdsorden (KSO1kl)
- Kommendör av 1. klass av Vasaorden (KVO1kl)
- Riddare av Nordstjärneorden (RNO)
- Storofficer av Polska orden Polonia Restituta (StOffPolRest)
- Storofficer av Portugisiska Säo Bento de Avizorden (StOffPSBd’AO)
- Kommendör av 1. klass av Danska Dannebrogsorden (KDDO1kl)
- 2. klass av Finska Frihetskorsets orden med svärd (FFrK2klmsv)
- Kommendör av Tyska örnens orden (KTyskÖO)
- Kommendör av Norska Sankt Olavsorden med stjärna (KNS:tOOmstj)
- Riddare av 3. klass av Ryska Sankt Stanislaus-orden (RRS:tStO3kl)